# Frea maculata
Frea maculata är en skalbaggsart som beskrevs av Hintz 1912. Frea maculata ingår i släktet Frea och familjen långhorningar.
Artens utbredningsområde är Gabon. Inga underarter finns listade i Catalogue of Life.